# Pont de l'Archevêché
Il Pont de l'Archevêché (Ponte dell'Arcivescovado) è un ponte di Parigi che attraversa la Senna collegando il IV arrondissement all'altezza dell'île de la Cité, nel prolungamento del quai de l'Archevêché, al V arrondissement, tra il quai de Montebello e il quai de la Tournelle.

## Storia

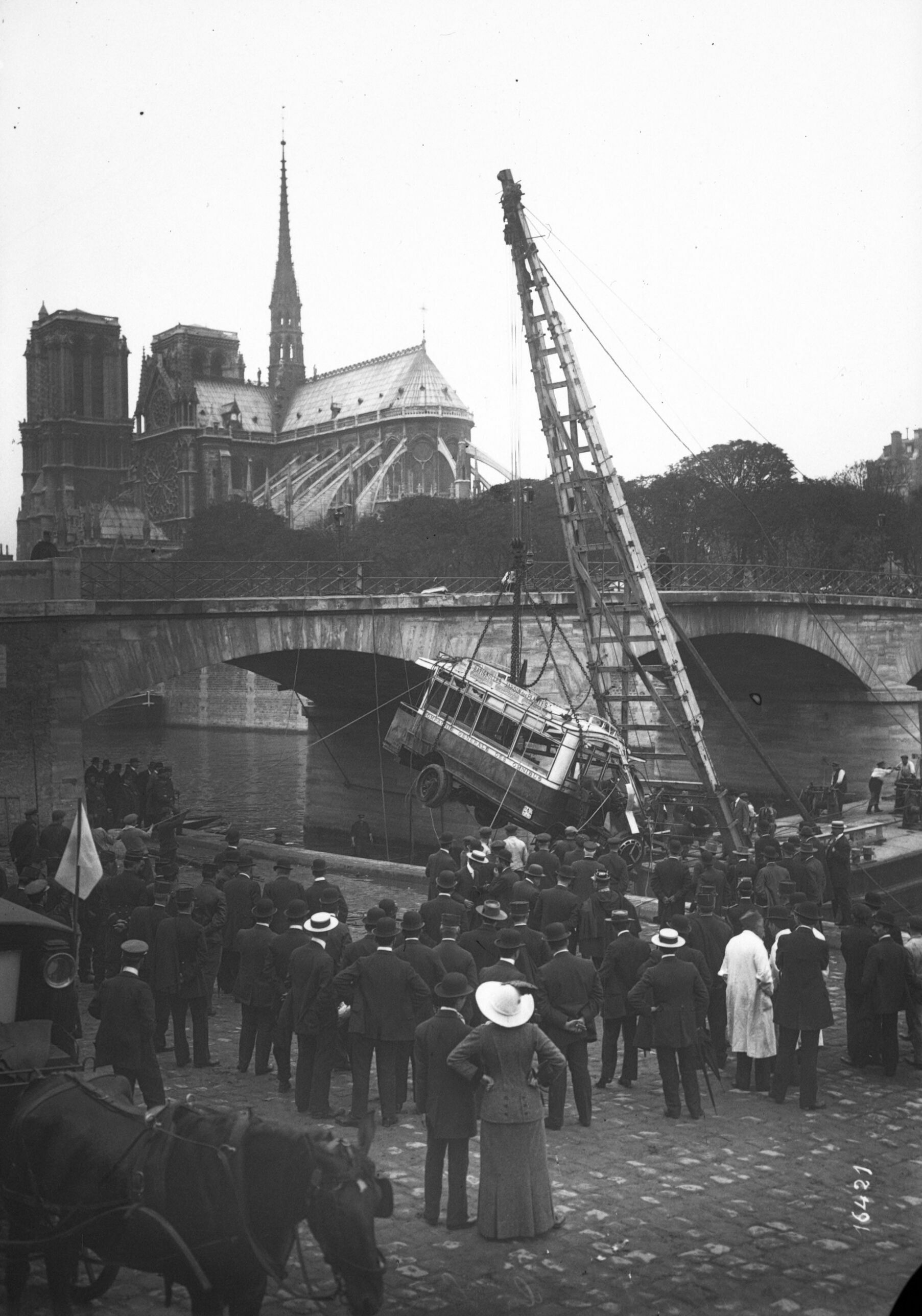
Operazione di ripescaggio dell'omnibus.

Il "pont de l'Archevêché" deve il proprio nome all'arcivescovado che si trova a sud-est della Cattedrale di Notre-Dame, tra la medesima e la Senna. Questo edificio fu distrutto a seguito dei moti anticlericali del 14 e 15 febbraio 1831 e al saccheggio del quale fu il bersaglio. È il ponte più stretto della capitale. Esso fu costruito nel 1828 dall'ingegner Plouard per la Società del Pont des Invalides dopo la demolizione del ponte sospeso dell'Hôtel des Invalides. Il pedaggio è stato riscattato dal concessionario da parte della città di Parigi nel 1850.
Questo ponte è stato teatro di uno strano e spettacolare incidente: il 27 settembre 1911 un autobus della Compagnia generale degli omnibus (linea G : Batignolles—Jardin des Plantes), cadde dal ponte nella Senna.

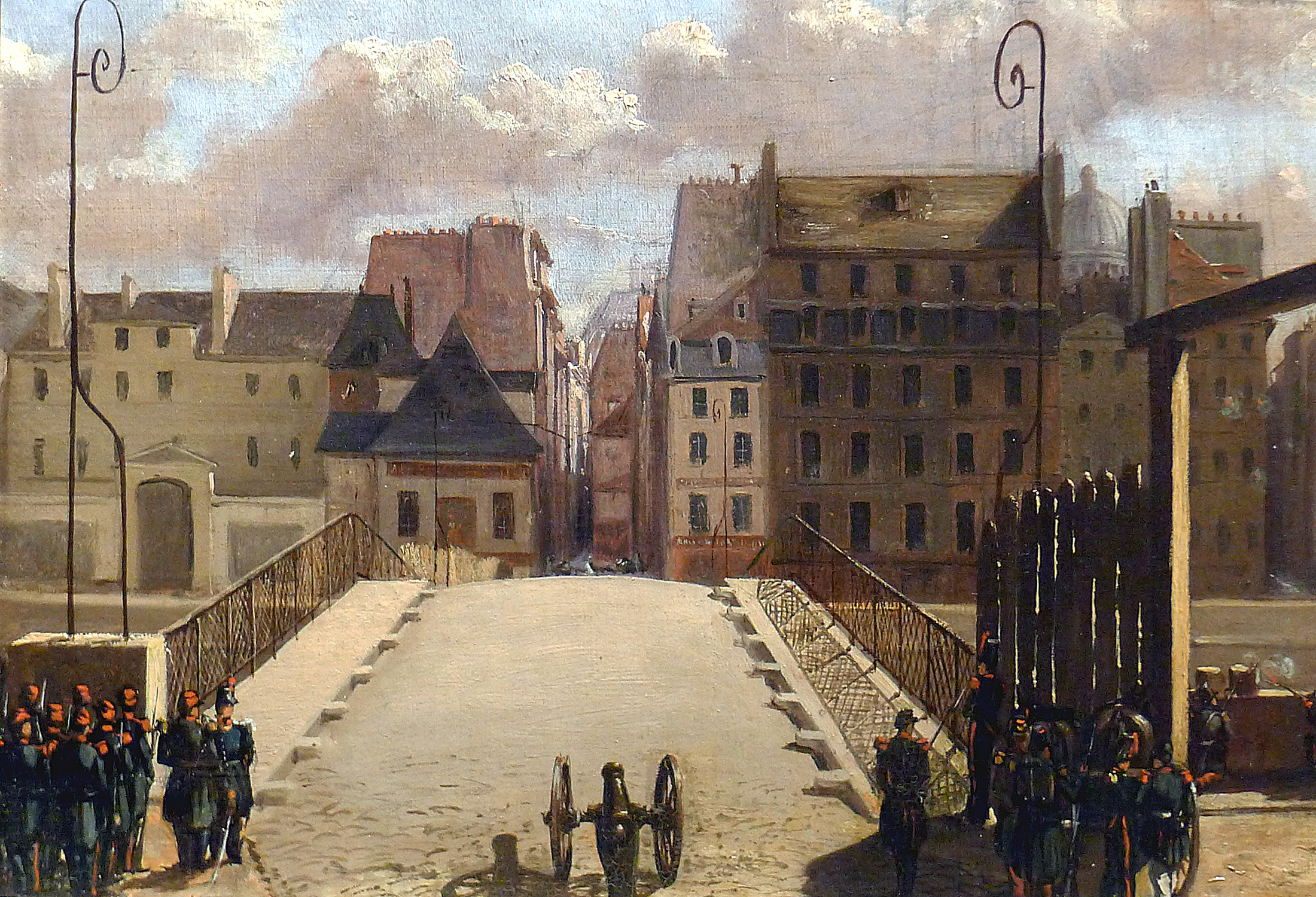
Il pont de l'Archevêché controllato da truppe durante la rivoluzione del 1848 - Museo Carnavalet
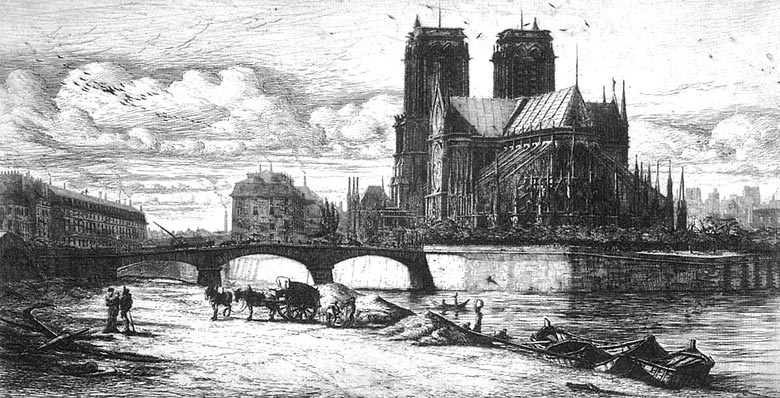
Il ponte verso gli anni 1850-1854 (incisione di Charles Meryon)

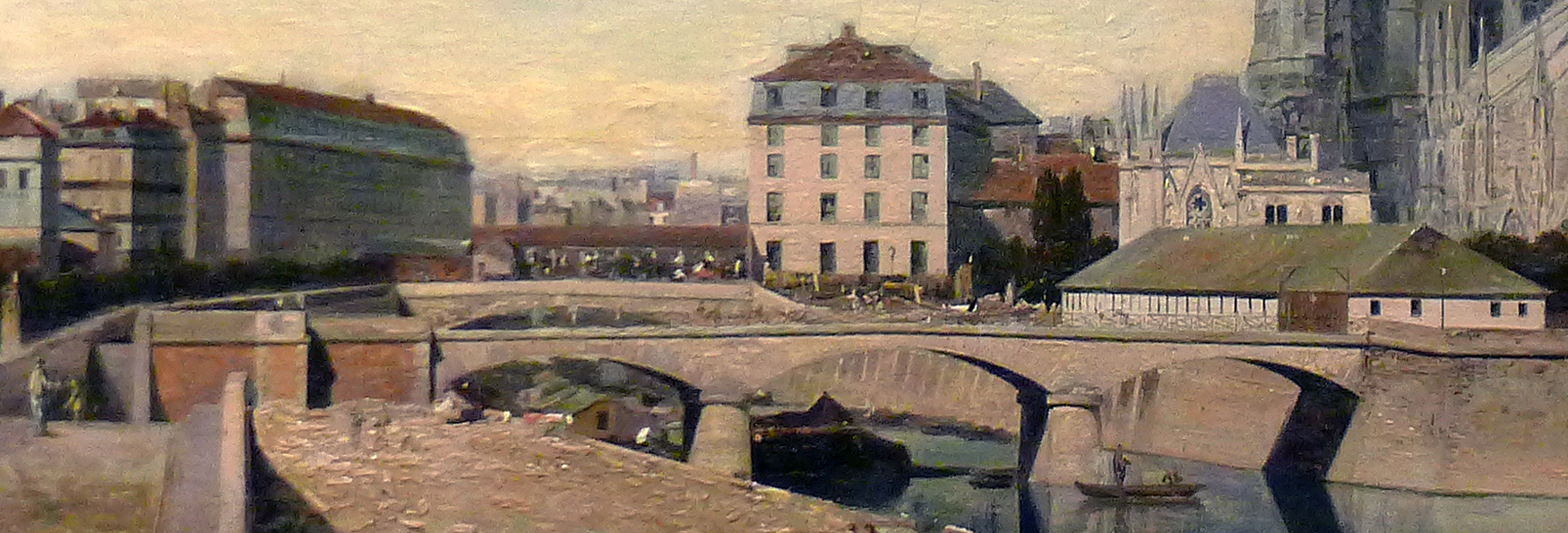
Il ponte verso il 1860 - Le quai de Montebello et le chevet de Notre-Dame (dettaglio), Émile Harrouart -Museo Carnavalet

## Descrizione

### Caratteristiche

Vedute del ponte
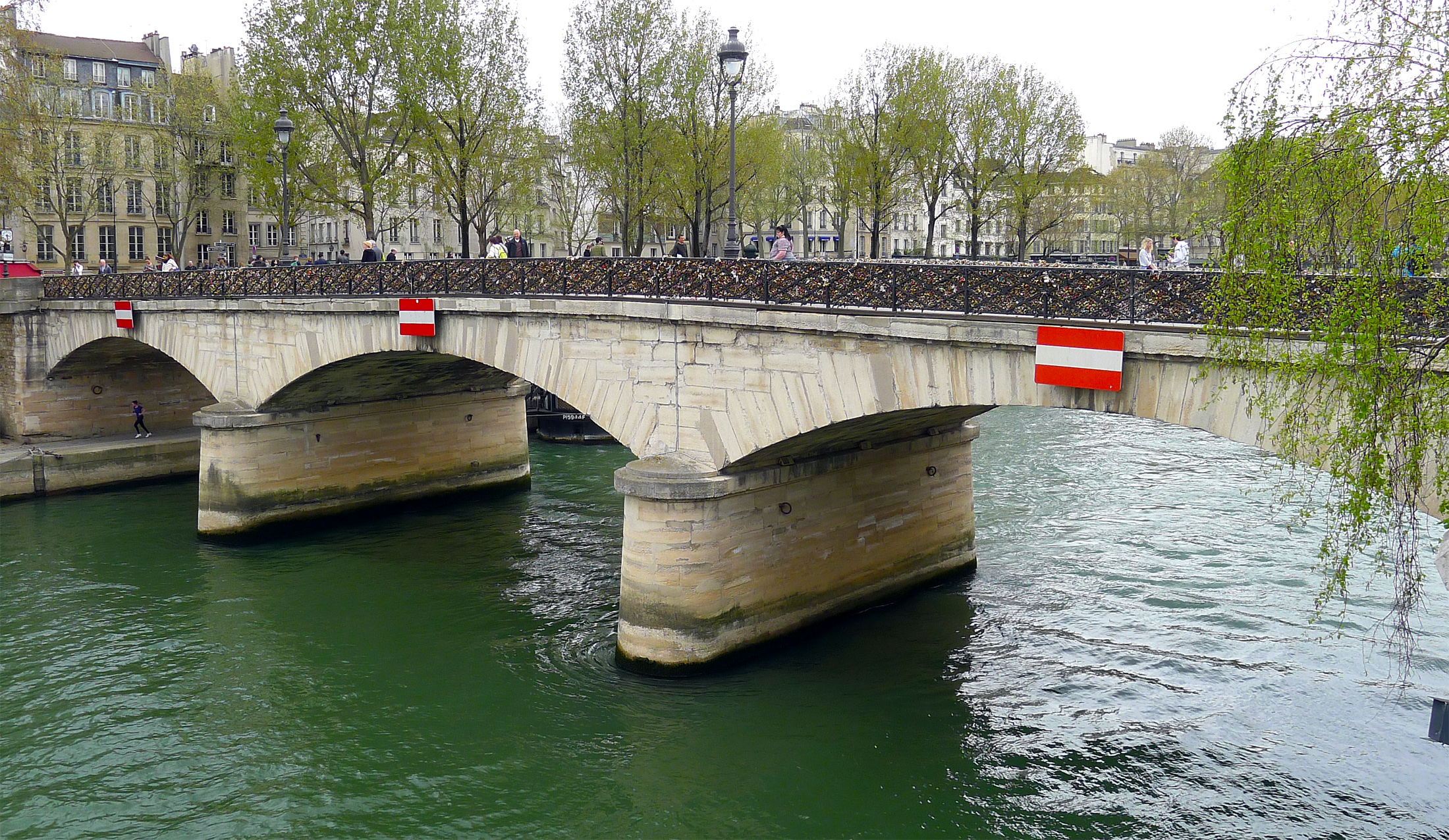
Vedute da monte: pont de l'Archevêché visto dalla square de l'Île-de-France.
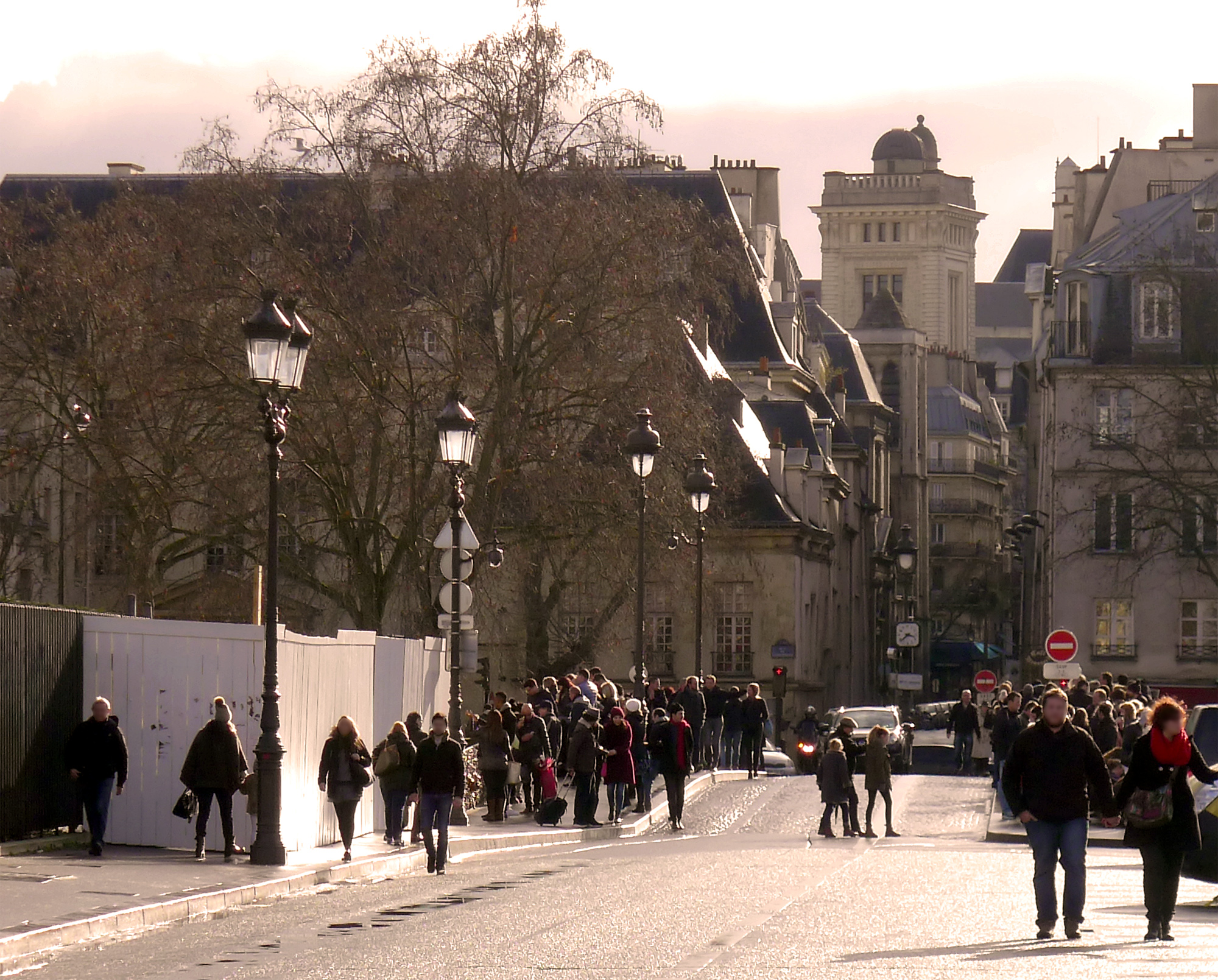
Ponte visto dal quai de l'Archevêché.
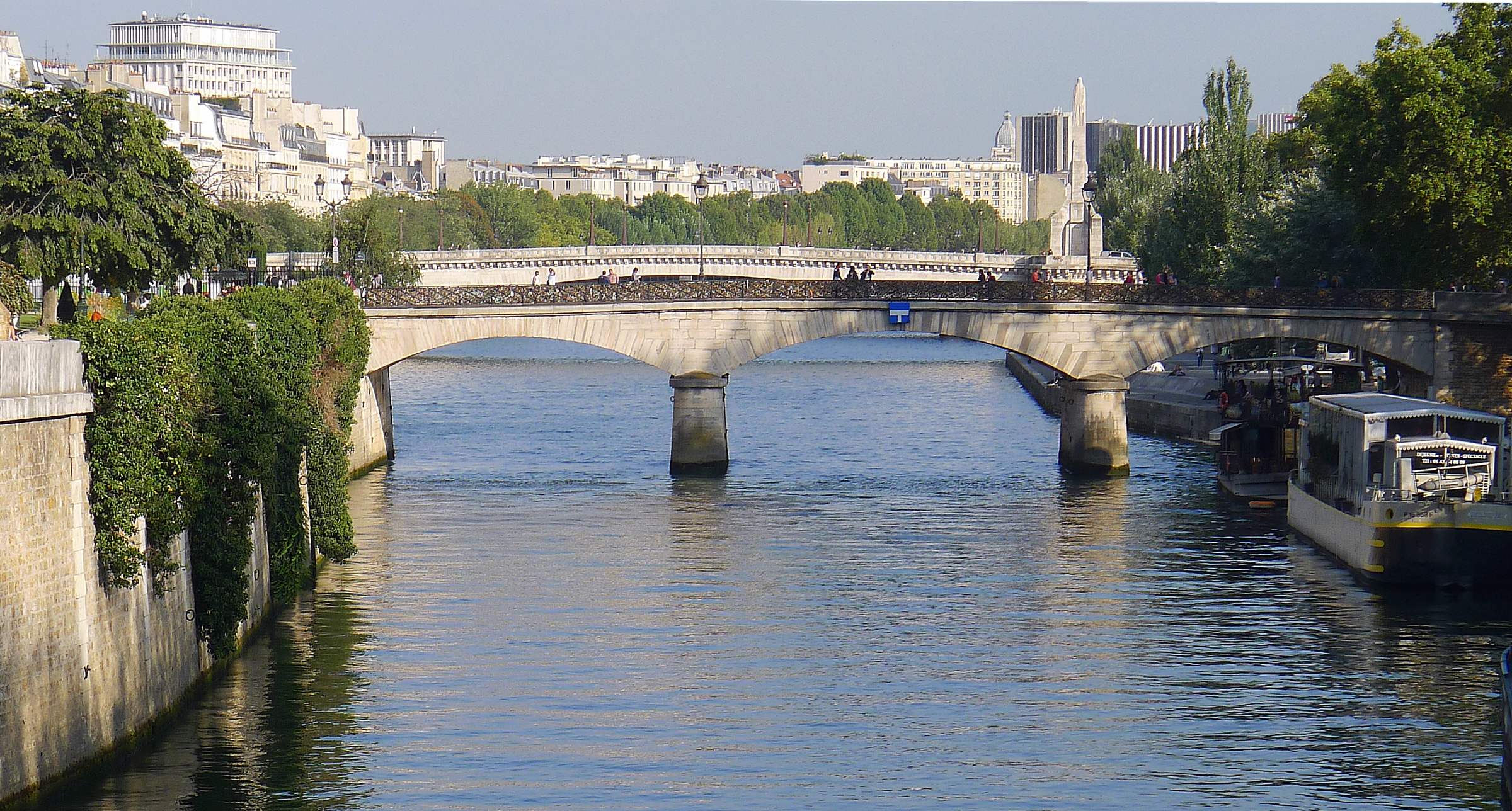
Veduta da valle

Lungo 68 metri e largo 11, è composto da 3 archi in muratura rispettivamente di 15, 17 e 15 metri di apertura; gli archi poco aperti imbrogliano il traffico fluviale ma, nonostante una decisione presa nel 1910, il ponte non venne mai sostituito.
- Tipo di costruzione : Ponte ad arco
- Anno di costruzione : 1828
- Architetti: Plouard
- Materiali: Pietra
- Lunghezza totale : 68 m
- Larghezza della trave: 17 m
- Larghezza utile: 11 m

Pilastri e spallette basate su palificazioni in legno.

### Lucchetti dell'amore
Dal 2010 è utilizzato dagli innamorati per lasciarvi "lucchetti dell'amore". Come per il pont des Arts, questi vengono progressivamente ritirati a partire dal 1º giugno 2015 e sostituiti da pannelli in legno; alla fine si tratterà di pannelli in vetro..

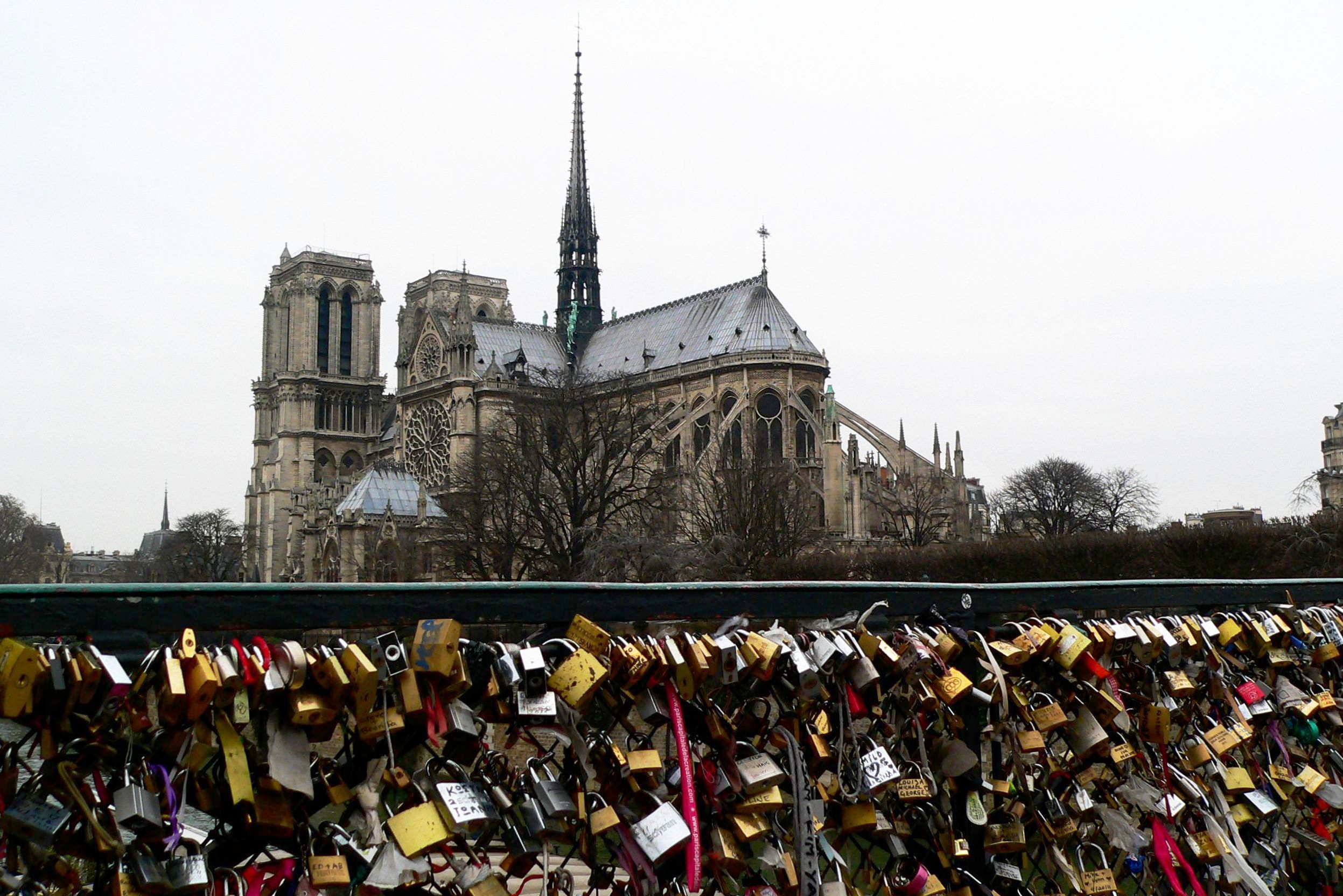
Lucchetti d'amore sul parapetto del "pont de l'Archevêché", inverno 2012.
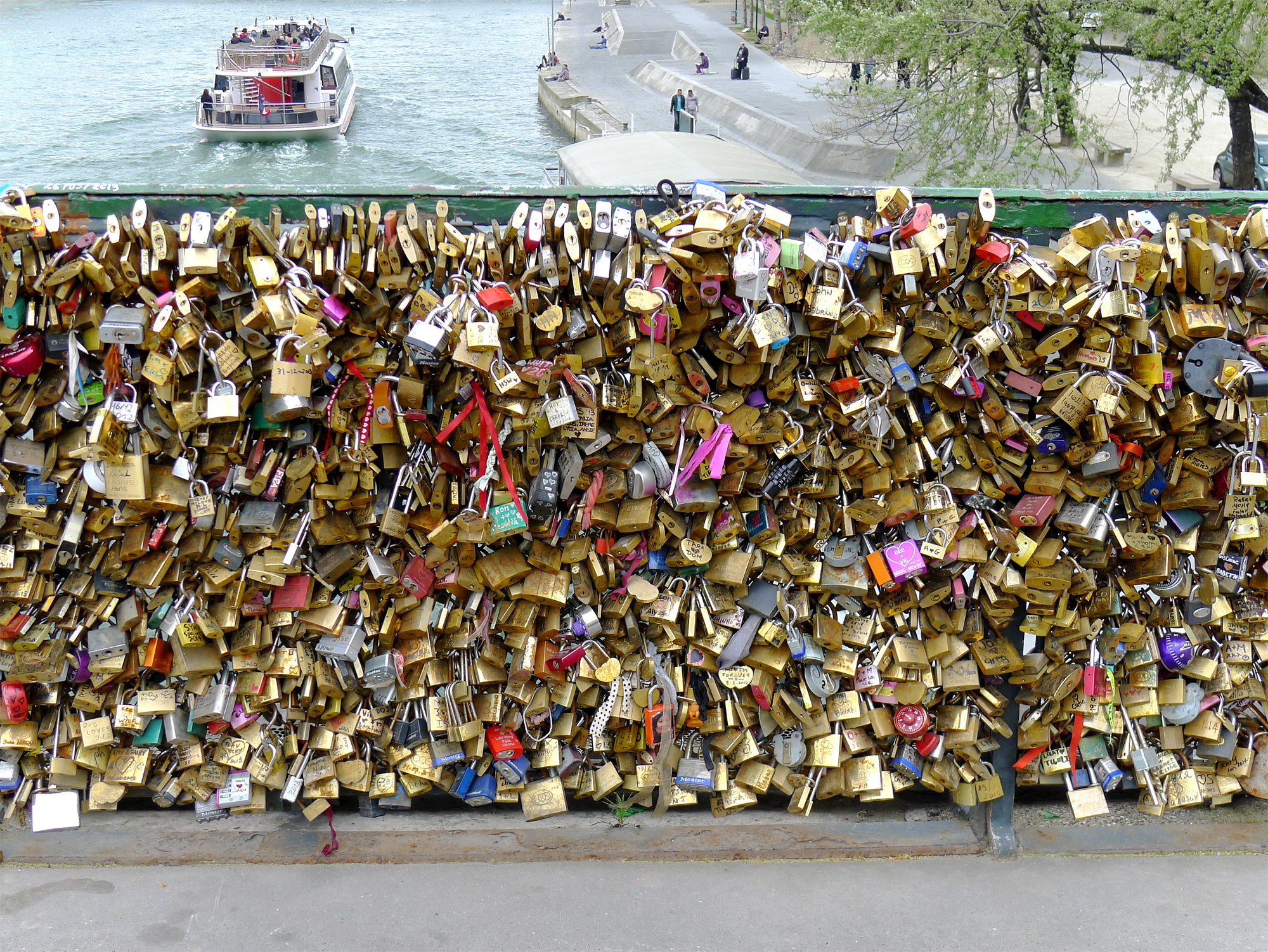
Aprile 2014
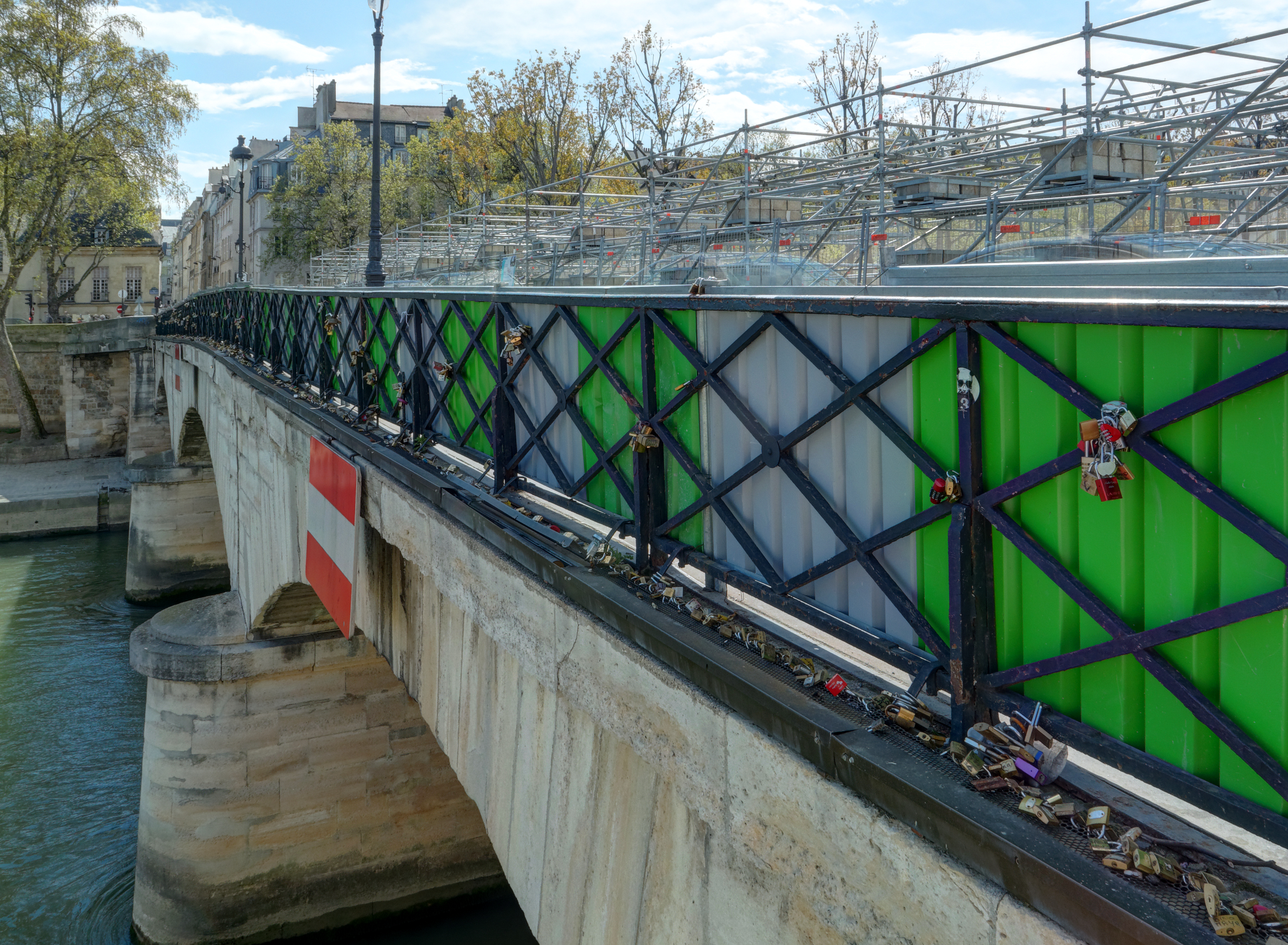
Aprile 2016.

## Trasporti
Il luogo è servito dalla linea n. 10 del Metrò con la stazione Maubert – Mutualité.

## Nella cultura di massa
- 2004: Arsenio Lupin, film di Jean-Paul Salomé.
- 2012 : Joséphine, ange gardien  - episodio 59 : Suivez le guide realizzato da Pascal Heylbroeck. Joséphine Delamarre fa visitare il ponte a un gruppo di turisti ai quali ella viene in aiuto.
- 2012 : Les Misérables, film di Tom Hooper: le scenografie utilizzate per la scena del suicidio di Javert indicano che egli si trova sul Pont de l'Archevêché.